# Mélo (film, 1932)
Pour les articles homonymes, voir Mélo.
Pour plus de détails, voir Fiche technique et Distribution.
Mélo est un film français en noir et blanc de Paul Czinner sorti en 1932. Le scénario est inspiré de la pièce de théâtre éponyme d'Henri Bernstein, Mélo.

## Synopsis
L'histoire commence au moment d'un concert au cours duquel est donné le concerto en ré majeur de Beethoven pour violon et orchestre. Romaine, femme mystérieuse, est dans la salle de concert. Pierre, son mari, est premier violon de l’Orchestre Colonne. Ce soir-là, elle découvre Marcel, brillant soliste du concerto, et en tombe amoureuse. Pierre et Marcel sont amis, ce qui complique la situation. Pierre invite son ami à la maison, sans se douter de ce qui va se passer. La jeune femme, cherchant à  trouver un habile prétexte pour un rendez-vous en tête-à-tête, révèle rapidement ses sentiments à Marcel. Ce dernier est sensible au charme de Romaine, mais ne souhaite pas trahir Pierre. Elle joue du  piano, et tout serait presque simple si elle n’avait pas choisi d’aimer deux hommes – à l'amitié solide - en même temps.
Le réalisateur Paul Czinner, qui jouait du violon, s’est amusé à mettre en jeu deux personnages incarnant des rôles de violonistes.

## Fiche technique
- Réalisation : Paul Czinner
- Scénario : Henri Bernstein, Paul Czinner, Carl Mayer
- Photographie : Jules Kruger, René Ribault
- Direction artistique : Karl Weber, Erich Zander
- Montage : Erich Schmidt
- Son : Louis Bogé
- Musique: Bohuslav Martinů
- Production : Marcel Hellman
- Pays de production : France et Allemagne
- Langue : français
- Format : Noir et blanc - Son mono (RCA) - 1,37:1
- Genre : Drame
- Durée : 95 minutes
- Dates de sortie : 
  - France : 21 octobre 1932
  - États-Unis : 5 février 1934

## Distribution
- Gaby Morlay : Romaine
- Pierre Blanchar : Pierre
- Victor Francen :  Marcel
- Maria Fromet : Christiane
- Jean Bara : le petit garçon
- Georges Colin
- Henry Bonvallet
- Blanche Denège
- Guy Favières
- Maurice Jaubert : le chef d'orchestre

## Autre version
- Czinner a tourné en même temps une version allemande, Der träumende Mund, interprétée par Elisabeth Bergner, Anton Edthofer et Rudolf Forster.